# Golfe de Palmas
Pour les articles homonymes, voir Palmas.
Le golfe de Palmas, en italien Golfo di Palmas, est une vaste baie formée par la Méditerranée sur la côte sud-ouest de la Sardaigne. C'est le Sulcitanus sinus des anciens.
Le golfe est fermé au nord et à l’ouest par quelques îlots et l’île de Sant'Antioco, et au sud par le cap Teulada. Salines sur ses bords.

## Source
« Golfe de Palmas », dans Pierre Larousse, Grand dictionnaire universel du XIXe siècle, Paris, Administration du grand dictionnaire universel, 15 vol., 1863-1890 [détail des éditions].